# Nada (cantante)
Nada (Gabbro-Rosignano Marittimo, 17 de noviembre de 1953), nombre artístico de Nada Malanima, cantante italiana varias veces ganadora del Festival de la Canción de San Remo.

## Trayectoria artística
Debutó en el Festival de San Remo en 1969, a los 15 años de edad, con la canción Ma che freddo fa (Pero qué frío hace) (canción que grabó ella en castellano como "Hace frío ya", posteriormente versionada también por el grupo musical uruguayo Los Iracundos). En 1970, canta la canción Pa' diglielo a Ma (Papá díselo a Mamá) en el mismo Festival de San Remo.
Y al año siguiente (1971), vuelve a dicho certamen, ganando con la canción Il cuore è uno zingaro (El corazón es un gitano) (que grabó en castellano, Nicola Di Bari). En 1972 queda en tercer lugar con la canción Il Re di Denari (El Rey de Oros). Años más tarde, vuelve una vez más al mencionado Festival de San Remo, tres veces más, la primera en 1987 con la canción Bolero. en 1999, con la canción Guardami negli occhi (Mirame a los ojos) y el 2007 con la canción Luna in piena. 
En 2016, su sencillo Senza un perché apareció en la serie de HBO "The Young Pope". 
El tema Mi corazón humano de Nada Malanima inspiró la película de Costanza Quatriglio «La Niña Que No Quería Cantar» transmitida por Rai en 2021.
En mayo de 2025 la cantante publica su disco Nitrito.

### Participaciones en el Festival de Sanremo
- Festival de Sanremo 1969 - con Ma che freddo fa (Franco Migliacci e Claudio Mattone) en pareja con  Rokes - 5º lugar
- Festival de Sanremo 1970 - con Pa', diglielo a ma'  (Jimmy Fontana e Franco Migliacci) en pareja con Ron - 7º lugar
- Festival de Sanremo 1971 - con Il cuore è uno zingaro (Franco Migliacci e Claudio Mattone) en pareja con Nicola di Bari - 1º lugar
- Festival de Sanremo 1972 - con Re di denari (Claudio Mattone y Franco Migliacci) - 3º posto
- Festival de Sanremo 1987 - con Bolero (Gerry) - 24º lugar
- Festival de Sanremo 1999 - con Guardami negli occhi (Nada Malanima) - 10º lugar
- Festival de Sanremo 2007 - con Luna in piena (Nada Malanima) - 15º lugar

## Discografía
- Ho scoperto che esisto anch'io"(1973)
- 1930: Il domatore delle scimme (1974)
- Nada (1976)
- Pasticcio universale (1979)
- Dolce più dolce (1980)
- Dimmi che mi ami (1981)
- Ti stringerò (1982)
- Smalto (1983)
- Noi non cresceremo mai (1985)
- Baci rossi (1986)
- L'anime nere (1992)
- Malanima: Successi ed inediti (1994)
- Nada Trio (1997)
- Dove sei sei (1999)
- Il figlio del dolore (2001)
- L'amore è fortissimo... (2001)
- L'apertura (2004)
- Le mie canzoncine (2006)
- Luna in piena (2007)
- Vamp (2011)
- Occupo poco spazio (2014)
- L'amore devi seguirlo (2016)
- È un momento difficile, tesoro (2019)
- Materiale domestico (2019) - colección de audiciones con cuatro canciones inéditas
- La paura va via da sé se i pensieri brillano (2022)
- Nitrito (2025)